# 渥美万奈
渥美 万奈（あつみ まな、 1989年6月15日 - ）は、静岡県浜松市出身の女子ソフトボール選手（内野手）。元トヨタ自動車レッドテリアーズ所属。元ソフトボール日本代表。2021年開催の東京オリンピック金メダリスト。

## 経歴
浜松市立曳馬中学校、常葉学園菊川高等学校卒業。
2008年、トヨタ自動車に入団。
2013年にCanada Cup International Softball Championship、2016年にカナダのサレーで開催された第15回世界女子ソフトボール選手権と2018年に千葉県で開催された第16回世界女子ソフトボール選手権に出場した。第15回と第16回世界女子ソフトボール選手権では銀メダルを獲得した。
2018年にアジア大会に出場し、金メダルを獲得した。
2021年、ソフトボール日本代表として東京オリンピックに出場し 、金メダルを獲得した。7月27日に行われた東京オリンピックソフトボールのアメリカチームとの決勝では、2点リードの6回1アウト2塁1塁でヒット性の打球をキャッチし、ダブルプレーにして、金メダル獲得に大きく貢献した。
2021年シーズン限りで現役を引退。

## 人物・エピソード
プロ野球横浜DeNAベイスターズの田中健二朗は常葉学園菊川高等学校（現・常葉大学附属菊川高等学校）時代の同級生。
東京オリンピック日本代表として金メダルを獲得した功績をたたえ、2021年12月11日、静岡県浜松市のイオンモール浜松市野1F 専門店東入口外に記念のゴールドポスト（第20号）が設置された（ゴールドポストプロジェクト）。

## 詳細情報

### 日本リーグ個人表彰
- 2012年 - ベストナイン賞（遊撃手）
- 2016年 - ベストナイン賞（遊撃手）

### 背番号
- 22（2008 - 2021）

## 受章歴
- 紫綬褒章（2021年）[9]